# Lalevade-d’Ardèche
Lalevade-d’Ardèche ist eine französische Gemeinde mit 1153 Einwohnern (Stand 1. Januar 2022) im Département Ardèche. Sie gehört zum Kanton Haute-Ardèche im Arrondissement Largentière.

## Geographie
Lalevade-d’Ardèche liegt am Oberlauf des Flusses Ardèche und ist Teil des Regionalen Naturparks Monts d’Ardèche.

## Bevölkerung

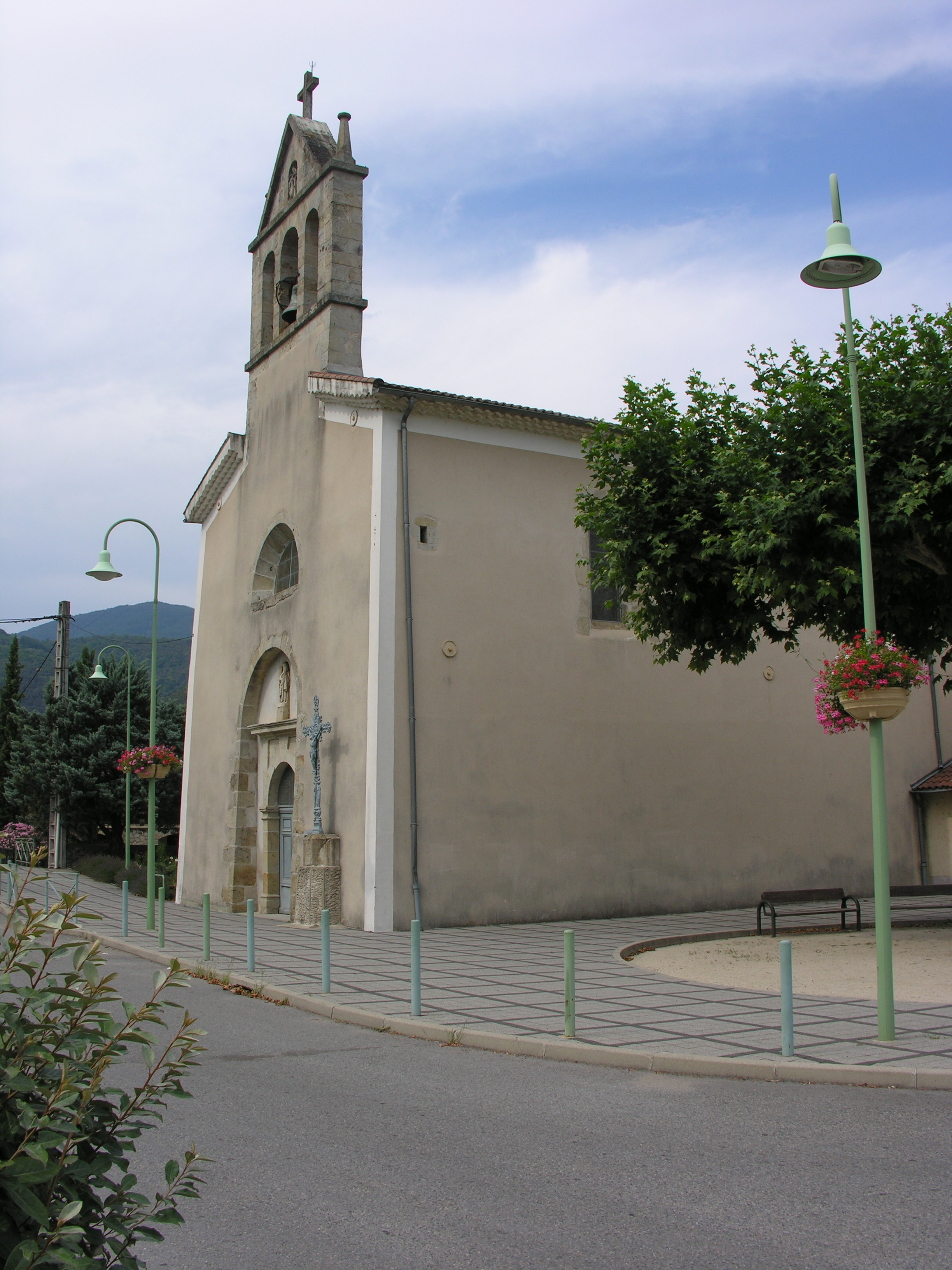
Kirche Saint-Joseph

| Jahr                       | 1968 | 1975 | 1982 | 1990 | 1999 | 2007 | 2018 |
| -------------------------- | ---- | ---- | ---- | ---- | ---- | ---- | ---- |
| Einwohner                  | 1150 | 1199 | 1103 | 1012 | 1032 | 1177 | 1112 |
| Quellen: Cassini und INSEE |      |      |      |      |      |      |      |

## Verkehr

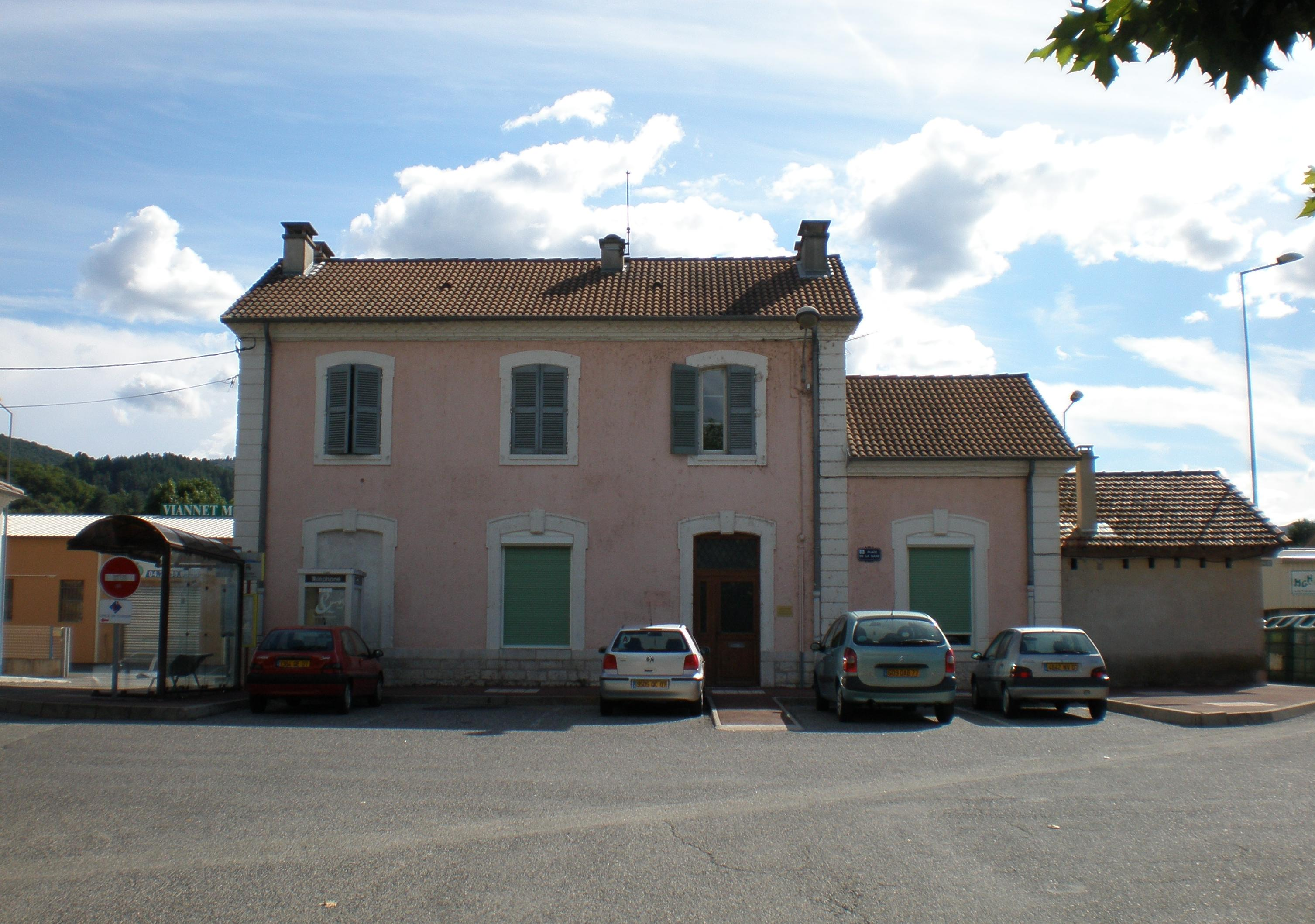
Empfangsgebäude des Bahnhofs

Lalevade-d’Ardèche hatte einen Bahnhof an der Bahnstrecke Vogüé–Lalevade-d’Ardèche, dessen Empfangsgebäude erhalten ist. Von Vogüé kommend wurde diese am 18. August 1879 bis Aubenas eröffnet und am 30. Oktober 1882 von dort bis Lalevade-d’Ardèche verlängert. Der Reiseverkehr wurde zum 9. März 1969 eingestellt, der Güterverkehr endete am 1. April 1988. Die Fortführung der Strecke nach Le Puy-en-Velay („Transcevenole“) wurde begonnen, aber nicht vollendet.